# Trappstadt

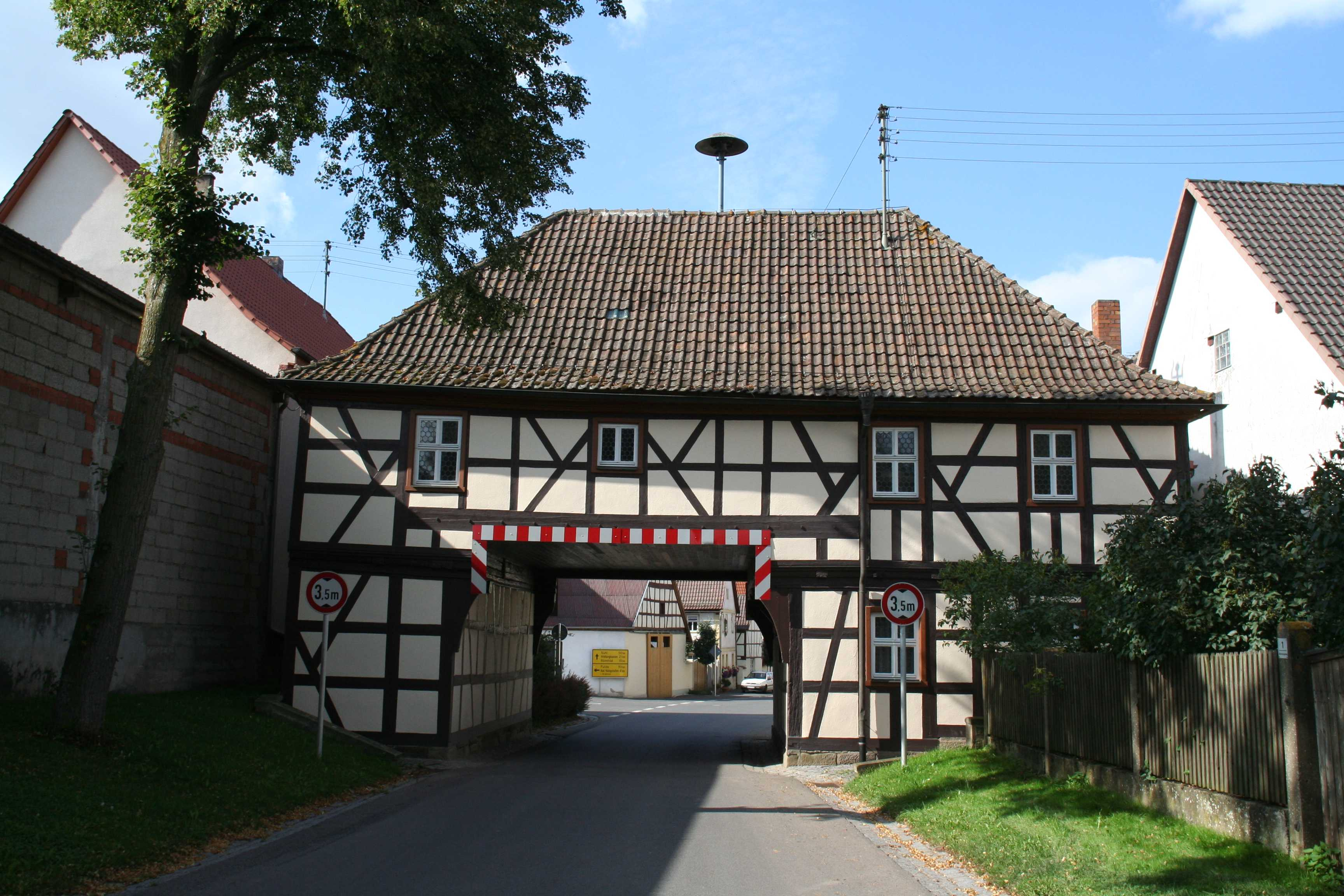
Trappstadt

Trappstadt este o comună-târg din districtul Rhön-Grabfeld, regiunea administrativă Franconia Inferioară, landul Bavaria, Germania.